# Live Trax Vol. 3
Live Trax Vol. 3 – trzecie wydawnictwo Dave Matthews Band z serii Live Trax. Jest to dwupłytowy album dokumentujący koncert zespołu, który odbył się 27 sierpnia 2000 roku w Meadows Music Theatre w Hartford. Był to ostatni z 3 koncertów zespołu granych w Meadows Music Theatre dzień po dniu.

## Lista utworów

### CD 1
1. "Dancing Nancies" – 10:09
2. "Seek Up" – 17:03
3. "Linus and Lucy" (Guaraldi) – 9:38
4. "Pantala Naga Pampa" » "Rapunzel" – 7:53
5. "I'll Back You Up" – 5:05
6. "Busted Stuff" – 6:43
7. "Recently" – 3:18
8. "Raven" – 6:32

### CD 2
1. "The Maker" (Lanois) – 6:55
2. "Grey Street" – 7:43
3. "Grace Is Gone" – 5:04
4. "Say Goodbye" – 10:39
5. "Bartender" – 10:03
6. "JTR" – 6:08
7. "Ants Marching" – 7:48
8. "The Stone" – 7:54
9. "Drive In Drive Out" – 6:39

## Skład zespołu
- Carter Beauford – perkusja, instrumenty perkusyjne, vocal
- Stefan Lessard – bas
- Dave Matthews – gitara, śppiew
- LeRoi Moore – saksofon, instrumenty dęte
- Butch Taylor – klawisze
- Boyd Tinsley – skrzypce